# Serbien och Montenegro i olympiska spelen
Serbien och Montenegro deltog i sex olympiska spel (tre vinter, tre sommar), i fyra av dem som under namnet FR Jugoslavien. Serbien och Montenegro skickade sammanlagt 91 idrottare till olympiska spelen.

## Medaljer
| Guld | Silver | Brons | Totalt antal medaljer |
| ---- | ------ | ----- | --------------------- |
| 2    | 2      | 3     | 7                     |

### Samtliga medaljörer
| Gren                                  | Spel        | Namn                                   | Guld | Silver | Brons |
| Skytte, 50m Gevär 3 Positioner, damer | 1996 sommar | Aleksandra Ivošev                      | X    |        |       |
| Basket, herrar                        | 1996 sommar | Jugoslaviens herrlandslag i basket     |      | X      |       |
| Skytte, Luft gevär, damer             | 1996 sommar | Aleksandra Ivošev                      |      |        | X     |
| Volleyboll, herrar                    | 1996 sommar | Jugoslaviens herrlandslag i volleyboll |      |        | X     |
| Volleyboll, herrar                    | 2000 sommar | Jugoslaviens herrlandslag i volleyboll | X    |        |       |
| Skytte, 10m luftpistol, damer         | 2000 sommar | Jasna Šekarić                          |      | X      |       |
| Vattenpolo, herrar                    | 2000 sommar | Jugoslaviens herrlandslag i vattenpolo |      |        | X     |
| Skytte, 10m luftpistol, damer         | 2004 sommar | Jasna Šekarić                          |      | X      |       |
| Vattenpolo, herrar                    | 2004 sommar | Jugoslaviens herrlandslag i vattenpolo |      | X      |       |

## Fakta för varje spel
| Spel        | Fanbärare      | Deltagare | Män | Kvinnor | Sporter | Guld | Silver | Brons | Totalt |
| 1996 sommar | Igor Milanović | 68        | 59  | 9       | 13      | 1    | 1      | 2     | 4      |
| 1998 vinter | Marko Đorđević | 2         | 1   | 1       | 1       |      |        |       |        |
| 2000 sommar | Vladimir Grbić | 109       | 92  | 17      | 14      | 1    | 1      | 1     | 3      |
| 2002 vinter | Jelena Lolović | 6         | 5   | 1       | 2       |      |        |       |        |
| 2004 sommar | Dejan Bodiroga | 85        | 78  | 7       | 14      | 0    | 2      | 0     | 2      |
| 2006 vinter | Jelena Lolović | 6         | 3   | 3       | 4       |      |        |       |        |